# Starý židovský hřbitov v Hořicích
Starý židovský hřbitov se v Hořicích nachází asi 500 metrů severně od náměstí Jiřího z Poděbrad, na rohu ulic Malátova a Škrétova. Jde o cenný, rozsáhlý a zachovalý hřbitov, který byl založen patrně ve 2. polovině 17. století a v průběhu své existence několikrát rozšířen (naposledy v roce 1878). Rozkládá se na celkové ploše 3683 m2 a čítá na 800 náhrobků, z nichž nejstarší pochází z roku 1679. Mnohé z náhrobních kamenů jsou klasicistního a barokního stylu a především nejmladší náhrobky jsou značně poškozené. Na hřbitově je možno nalézt hroby židovských vojáků padlých v napoleonských válkách a prusko-rakouské válce. Poslední pohřeb zde proběhl roku 1902.
Součástí hřbitova je hřbitovní dům čp. 359 s výrazným portálem, který byl v minulosti přestavěn k obytným účelům, a márnice z roku 1776, přestavěná na garáž. Hřbitov je uzamčen.
Od roku 1991 je chráněn jako kulturní památka České republiky.